# Lei Áurea

Copia del frontespizio della Lei Áurea

La Lei Áurea (in italiano Legge d'oro, chiamata anche Lei Imperial n. 3.353), promulgata il 13 maggio del 1888, è la legge che ha abolito la schiavitù in Brasile.
Fu preceduta dalla legge n. 2.040 (Legge del ventre libero) del 28 settembre 1871, che ha reso liberi da quella data tutti i neonati figli di schiavi, e dalla legge n. 3.270 (Legge Saraiva-Cotejipe) del 28 settembre 1885, che regolamentava «l'estinzione graduale della servitù».

## Storia
Il processo di abolizione della schiavitù in Brasile era stato graduale; cominciò già dal 1850 con la Lei Eusébio de Queirós, seguita dalla Lei do Ventre Livre del 1871, dalla Lei dos Sexagenários del 1885 e, quindi, dalla Lei Áurea.
La legge fu firmata il 13 maggio 1888 dalla reggente Dona Isabel, principessa imperiale del Brasile e dal ministro dell'Agricoltura dell'epoca, Rodrigo Augusto da Silva. Dona Isabel promulgò la Lei Áurea durante un viaggio all'estero dell'imperatore Dom Pedro. Così era avvenuto anche per la legge del 1871.
Il progetto di legge fu presentato in Parlamento, l'allora Câmara Geral, da Rodrigo Augusto da Silva l'8 maggio 1888 e fu votato e approvato nei due giorni successivi. Venne firmato da Dona Isabel e dal ministro da Silva alle ore 15:00 del 13 maggio 1888.

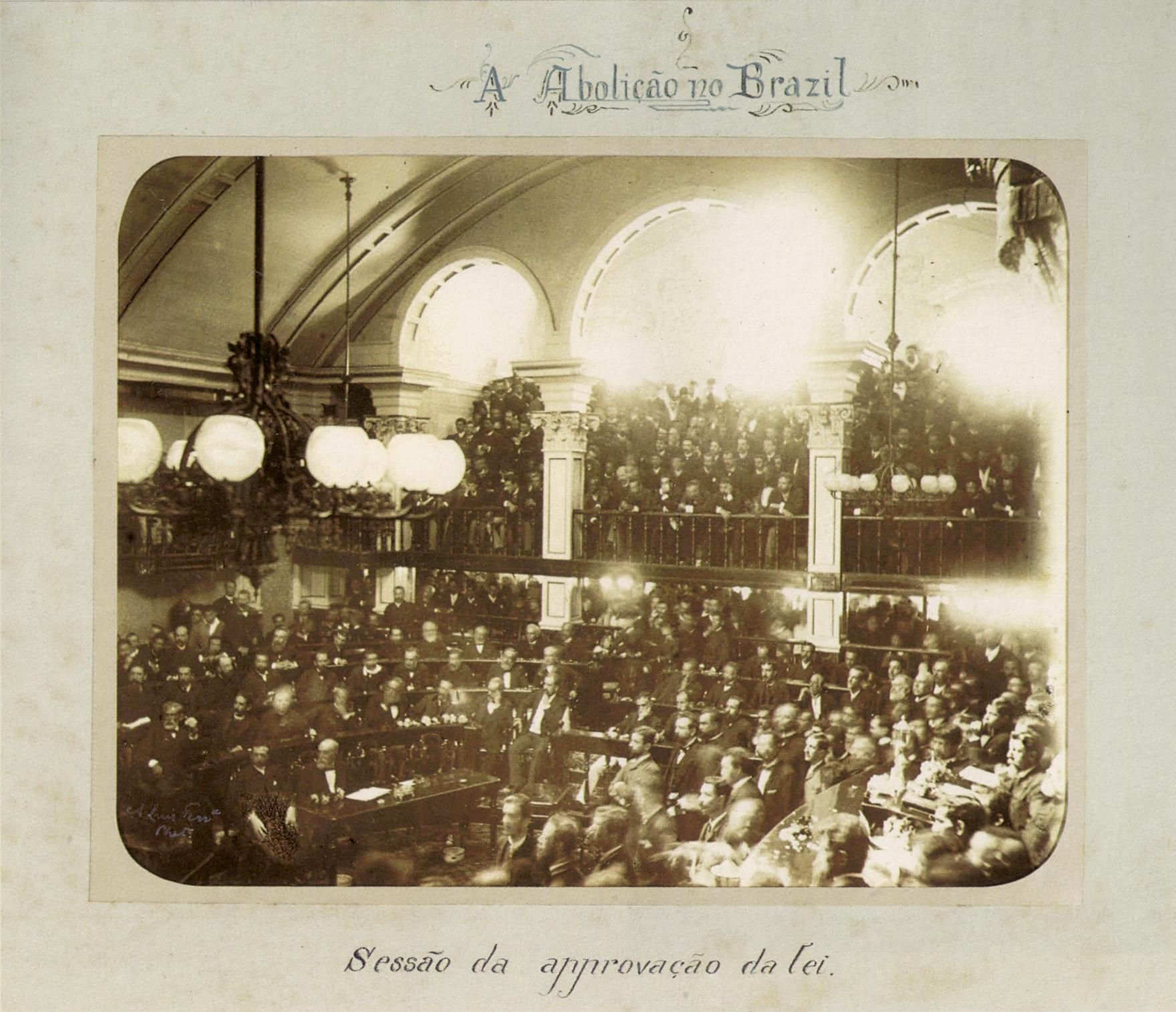
La sessione del Senato brasiliano nella quale si approvò la Lei Áurea

Subito dopo la firma della legge, João Maurício Wanderley, barone di Cotegipe, unico senatore a votare contro questa legge, stringendo la mano di Dona Isabel, esclamò sarcasticamente:
(Barão de Cotejipe)
Il Brasile fu l'ultimo paese del continente americano ad abolire completamente la schiavitù (nel mondo l'ultimo fu la Mauritania, nel 1981, con il decreto n. 81.234.)

## Galleria d'immagini

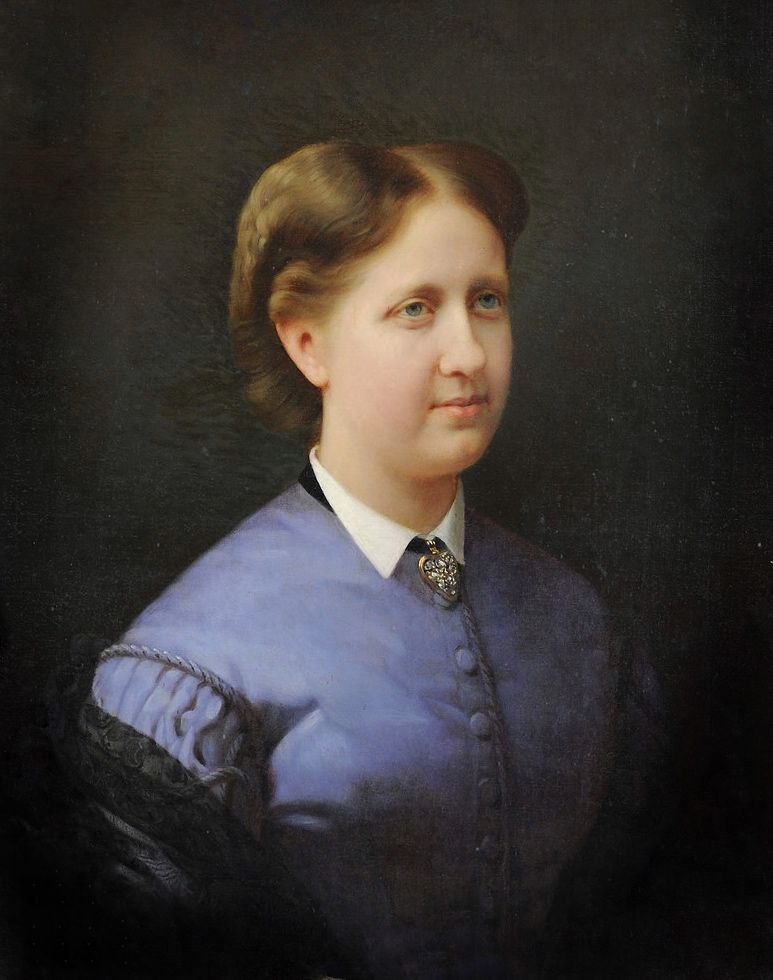
Dona Isabel, Principessa del Brasile
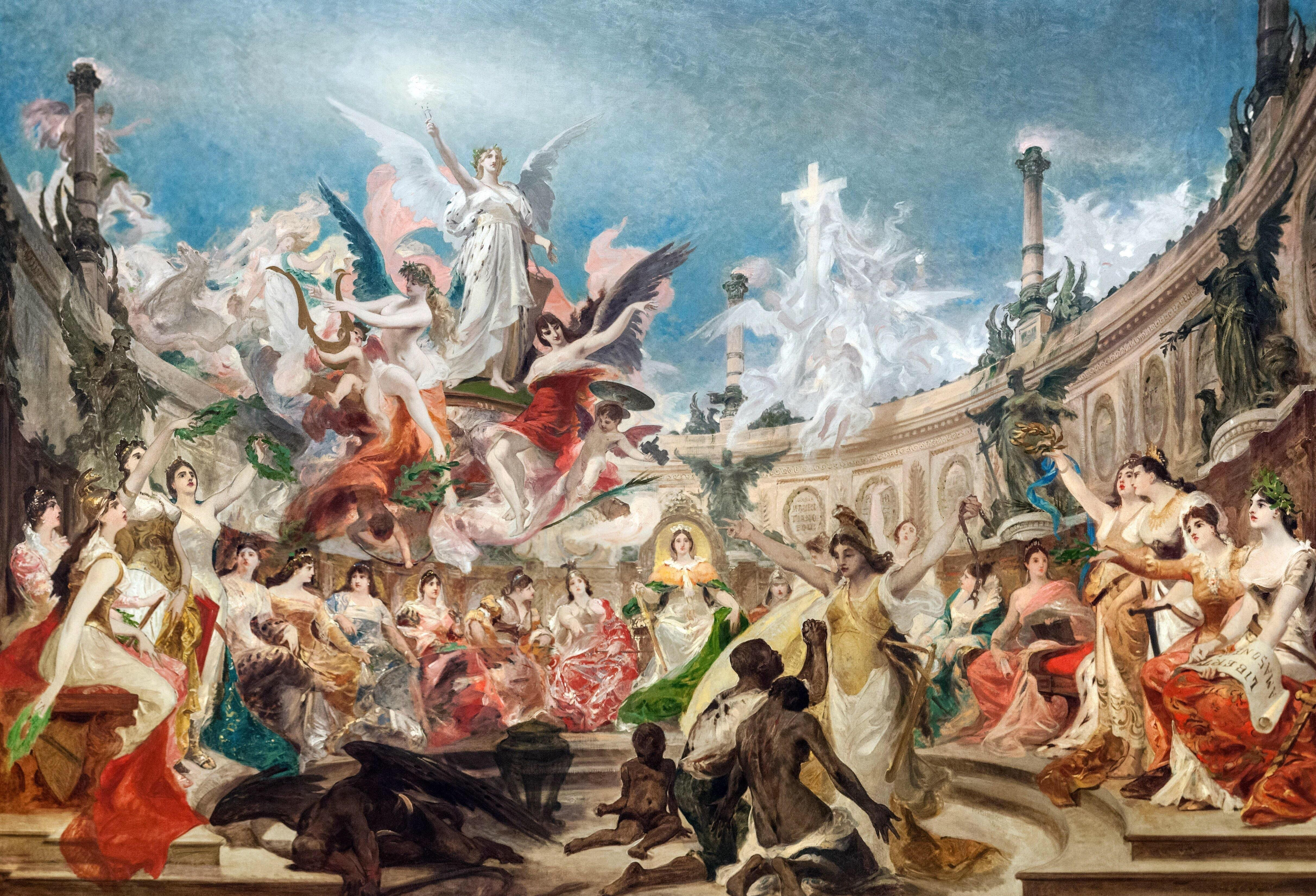
Libertação dos Escravos, quadro di Pedro Américo, 1889
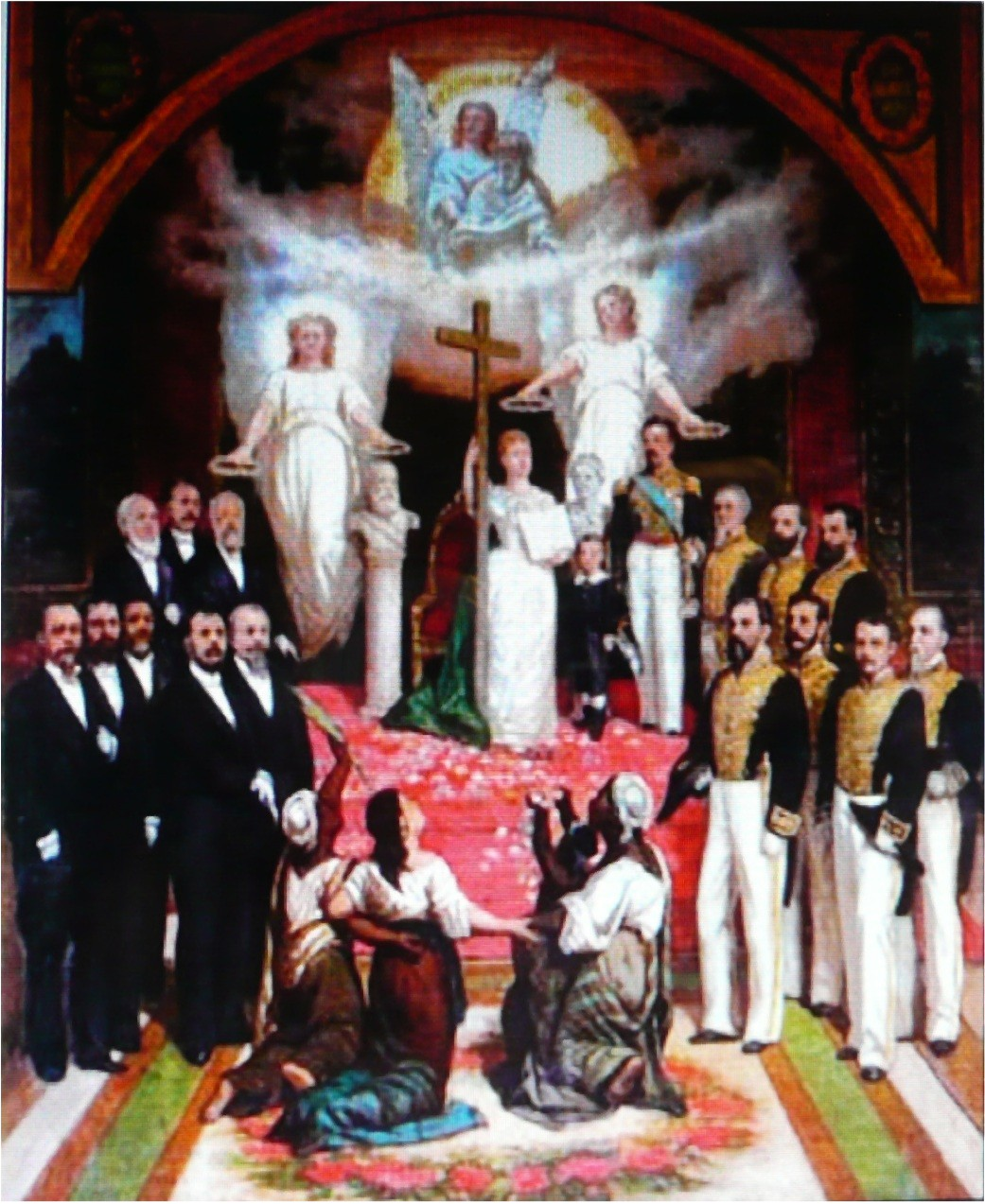
Lei Áurea, quadro dello spagnolo Miguel Navarro Cañizares.